# Adewale Oladoye
Adewale Oladoye (25 augustus 2001) is een Nigeriaans voetballer die sinds 2022 onder contract ligt bij AS Trenčín.

## Carrière

### KAA Gent
In maart 2021 kondigde KAA Gent de komst aan van Oladoye en zijn landgenoot Chinonso Emeka. Op 19 mei 2021 maakte hij zijn officiële debuut voor de club: in de Europe play-offwedstrijd tegen Standard Luik (2-0-winst) mocht hij in de blessuretijd invallen voor Sven Kums.
In het seizoen 2021/22 mocht Oladoye in augustus driemaal invallen in de competitie (tegen Beerschot VA, KV Mechelen en Club Brugge). Op 5 augustus 2022 kreeg hij zijn eerste basisplaats bij Gent: in de Conference League-kwalificatiewedstrijd tegen FK RFS liet trainer Hein Vanhaezebrouck hem 90 minuten spelen. In de 52e minuut scoorde Oladoye de 1-2-aansluitingstreffer tegen de Letten, waarna Tarik Tissoudali in de 77e minuut de bordjes gelijk zette. Vanhaezebrouck liet Oladoye vervolgens nog vier keer invallen in Europa: eerst in de terugwedstrijd van de laatste Conference League-voorronde tegen Raków Częstochowa, nadien ook in de groepswedstrijden tegen FC Flora Tallinn, Anorthosis Famagusta en FK Partizan. Oladoye viel op 27 oktober 2021 ook in tijdens de bekerwedstrijd tegen Belisia Bilzen SV, waardoor hij op 18 april 2022 de Beker van België mocht bijschrijven op zijn palmares. 

### AS Trenčín
In juli 2022 tekende Oladoye, die een aflopend contract had bij Gent, bij de Slowaakse eersteklasser AS Trenčín.

## Clubstatistieken
| Seizoen         | Club            | Land               | Competitie      | Competitie | Competitie | Beker | Beker | Supercup | Supercup | Europees | Europees | Totaal | Totaal |
| Seizoen         | Club            | Land               | Competitie      | Wed.       | Dlp.       | Wed.  | Dlp.  | Wed.     | Dlp.     | Wed.     | Dlp.     | Wed.   | Dlp.   |
| --------------- | --------------- | ------------------ | --------------- | ---------- | ---------- | ----- | ----- | -------- | -------- | -------- | -------- | ------ | ------ |
| 2020/21         | KAA Gent        | Vlag van België    | Eerste klasse A | 1          | 0          | 0     | 0     | —        | —        | 0        | 0        | 1      | 0      |
| 2021/22         | KAA Gent        | Vlag van België    | Eerste klasse A | 3          | 0          | 1     | 0     | —        | —        | 5        | 1        | 9      | 1      |
| 2022/23         | AS Trenčín      | Vlag van Slowakije | Fortuna Liga    | 1          | 0          | 2     | 2     | —        | —        | —        | —        | 3      | 2      |
| Carrière totaal | Carrière totaal | Carrière totaal    | Carrière totaal | 5          | 0          | 3     | 2     | 0        | 0        | 5        | 1        | 13     | 3      |

Bijgewerkt op 16 december 2022.

## Erelijst
| Beker van België | 1x | 2021/22 |